# Kozłowo (gmina w województwie warszawskim)
Kozłowo (od 1973 Gzy) – dawna gmina wiejska istniejąca do 1954 roku w woj. warszawskim. Nazwa gminy pochodzi od wsi Kozłowo, lecz siedzibą władz gminy były Gzy.
W okresie międzywojennym gmina Kozłowo należała do powiatu pułtuskiego w woj. warszawskim. Po wojnie gmina zachowała przynależność administracyjną. Według stanu z 1 lipca 1952 roku gmina składała się z 38 gromad. 
Gminę zniesiono 29 września 1954 roku wraz z reformą wprowadzającą gromady w miejsce gmin. Jednostki nie przywrócono 1 stycznia 1973 roku po reaktywowaniu gmin, utworzono natomiast jej terytorialny odpowiednik, gminę Gzy.